# Fabio Cannavaro
Fabio Cannavaro (Napoli, 13 settembre 1973) è un allenatore di calcio ed ex calciatore italiano, di ruolo difensore.
Considerato uno dei più grandi difensori della propria generazione se non uno dei migliori della storia del calcio, nel 2006 si è aggiudicato il Pallone d'oro (quinto italiano vincitore del premio, dopo l'oriundo Omar Sívori, Gianni Rivera, Paolo Rossi e Roberto Baggio) ed è stato eletto FIFA World Player of the Year. Inserito nella squadra ideale del decennio dal Sun nel 2009, nel 2014 è entrato a far parte della Hall of Fame del calcio italiano tra i calciatori.
Con la nazionale italiana, con cui ha disputato quattro mondiali e due europei, e di cui è stato capitano dal 2002 al 2010, è diventato campione del mondo nel 2006. Ha detenuto il record di presenze in maglia azzurra (136) dal 2009 al 2013 (superato poi da Gianluigi Buffon); è inoltre il secondo giocatore con più presenze da capitano in nazionale (79, ancora dietro Buffon).

## Biografia
Secondogenito, dopo la sorella Renata, di Pasquale Cannavaro e Gelsomina Costanzo, è figlio d'arte: il padre giocava da stopper nella Scafatese nella stagione 1967-1968; anche il fratello minore Paolo Cannavaro è diventato in seguito calciatore. Fabio nasce nel rione La Loggetta, nel quartiere napoletano di Fuorigrotta. Sposato dal 1996 con Daniela, ha tre figli: Christian (1999), cresciuto calcisticamente nel Sassuolo, Martina (2001) e Andrea (2004), difensore nelle serie minori italiane.
Nel 1999 si fa sponsor dell'apertura del primo locale Rossopomodoro fuori Napoli, a Parma, la città dove milita calcisticamente all'epoca; della società avrà anche una quota di partecipazione. Negli anni seguenti è stato testimonial, fra gli altri, per Stream TV (2002); per Dolce & Gabbana, insieme ai colleghi Manuele Blasi, Gennaro Gattuso, Andrea Pirlo e Gianluca Zambrotta (2006); per TIMvision, insieme a Francesco Bagnaia (2023); per Salumi Beretta (2006 e 2023-2024); e per Skechers (2023-2024).
Nel 2002 compare, insieme a Vincenzo Montella e Ciro Ferrara, in Volesse il cielo!, film di Vincenzo Salemme. Nel maggio 2005, assieme a Ferrara, dà vita alla Fondazione Cannavaro-Ferrara, associazione di volontariato che si occupa dei bambini disagiati dei quartieri napoletani.
Nel 2009 pubblica la sua autobiografia, intitolata La mia storia - dai vicoli di Napoli al tetto del mondo. Sempre nello stesso anno, riceve al Teatro San Carlo, insieme a Gianluigi Aponte, Ambra Vallo e altri napoletani eccellenti nel mondo, il relativo premio dell'Unione industriali di Napoli dalle mani del presidente del Consiglio dei ministri della Repubblica Italiana, Silvio Berlusconi.
Nel 2014 è opinionista per Premium Calcio. Nel 2022 diventa opinionista delle gare di UEFA Champions League per Amazon Prime Video, prima e dopo la sua esperienza da allenatore del Benevento. Nell'agosto del 2024 diventa opinionista della Serie A sulla rete statunitense CBS, parte di Paramount+.
Nel 2023 acquista il Centro Paradiso, campo di allenamento del Napoli dell'era Maradona e dove si allenava anche lo stesso Cannavaro, chiuso da diciannove anni, con l'obiettivo di riqualificarlo in una scuola calcio.

### Controversie
Nel 2007, quando gioca nel Real Madrid, durante i festeggiamenti per la vittoria del campionato sventola un tricolore con il fascio littorio al centro. Dell'episodio si scusa pubblicamente, dichiarando di aver ricevuto quella bandiera da alcuni tifosi a fine partita e di essersi accorto solo in seguito del simbolo fascista.
Il 22 ottobre 2014 gli vengono sequestrati beni per 900.000 euro nell'ambito di un'indagine per frode fiscale legata alla FD Service srl, società di noleggio di lussuose imbarcazioni che gestisce con la moglie: tre di queste barche intestate alla società sarebbero state utilizzate in realtà dalla coppia stessa. Oltre che per aver evaso Irap, Ires e Iva nel periodo 2005-2010 per 1 milione di euro, Cannavaro viene denunciato anche per "dichiarazione fraudolenta tramite artifici" per alcune annualità.
Il 24 febbraio 2015 viene condannato in primo grado a 10 mesi per aver violato i sigilli della sua villa di Posillipo insieme al fratello e alla moglie, condannati rispettivamente a 6 e 4 mesi.

## Caratteristiche tecniche

### Giocatore

Cannavaro (in primo piano) al Parma nel 1997, mentre difende il pallone dalle mire dello juventino Zinédine Zidane.

Cannavaro è un difensore duttile, capace di ricoprire il ruolo di centrale e all'occorrenza anche quello di terzino, occasionalmente ricoperto all'inizio della carriera e in seguito nell'Inter sotto la direzione di Héctor Cúper. Eccellente marcatore, abile anche nel gioco a zona, le sue doti principali sono la velocità, la capacità di anticipo, la leadership e la precisione negli interventi in scivolata. Notevole è anche il suo stacco di testa, nonostante la non elevata statura.
Difensore di grande temperamento, abile nel dirigere la retroguardia, si fa apprezzare anche tecnicamente, tatticamente e in fase d'impostazione.

## Carriera

### Giocatore

#### Club

##### Gli inizi nel Napoli

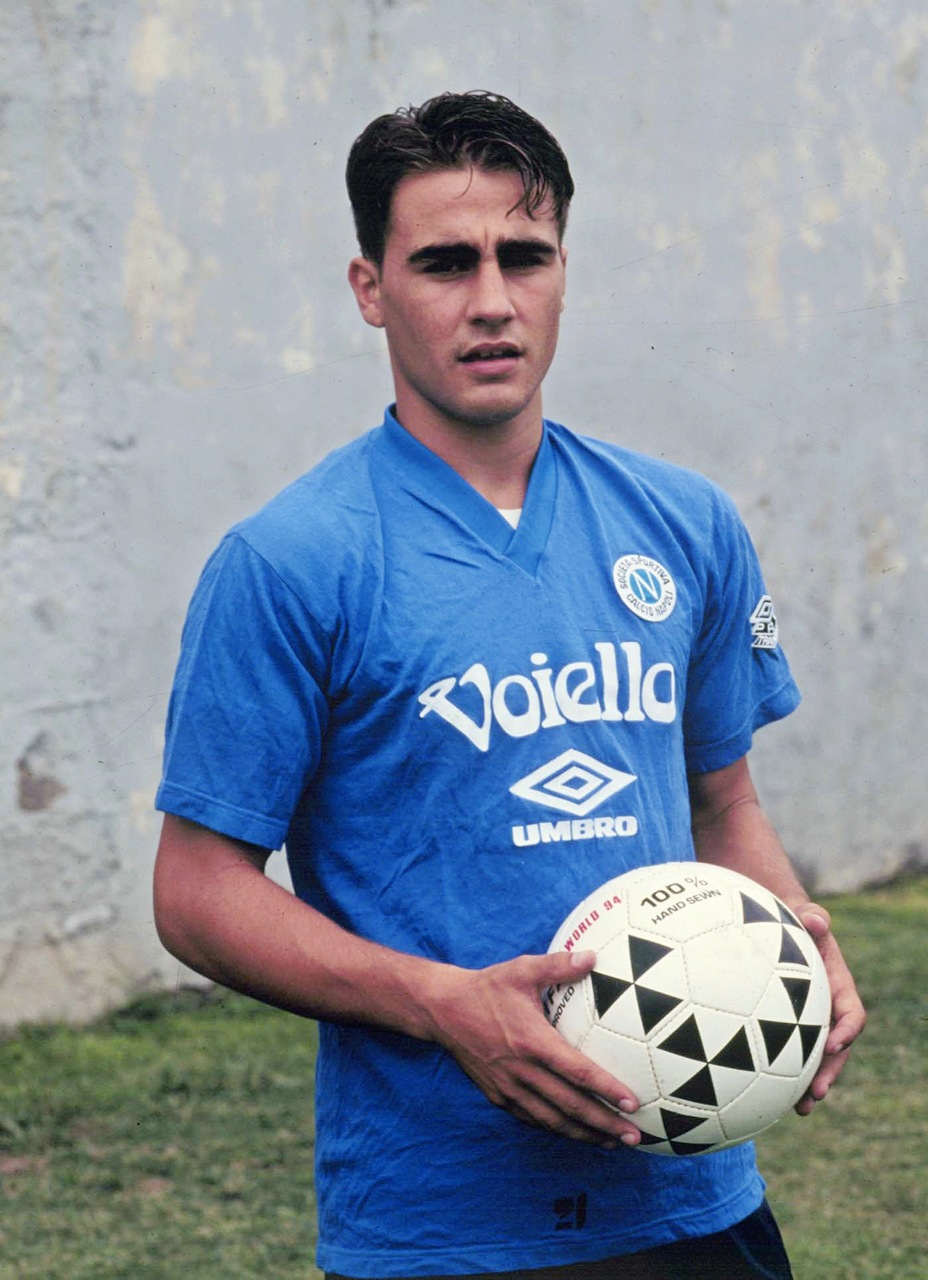
Un giovane Cannavaro agli esordi nel Napoli, nel 1992.

Inizia a tirare i primi calci al pallone nelle file dell'Italsider, nel campo Ilva di Bagnoli dove lo accompagna il padre Pasquale, a sua volta difensore; quindi transita per i campi del centro Paradiso e degli Aranci, sempre nell'hinterland napoletano. Dopo essere stato raccattapalle allo stadio San Paolo, ammirando da vicino gli idoli Diego Armando Maradona e Ciro Ferrara, entra nel settore giovanile del Napoli, prima come centrocampista e poi come difensore.
Esordisce in Serie A il 7 marzo 1993, all'età di 19 anni, nella partita persa per 4-3 a Torino contro la Juventus.
Nella stagione successiva, il nuovo tecnico Marcello Lippi lo utilizza più frequentemente, spesso schierandolo in coppia con il più esperto Ciro Ferrara nel ruolo di difensore centrale, e chiude il campionato con 27 presenze. 
Nella stagione 1994-1995 è confermato come titolare ed esordisce in Coppa UEFA il 13 settembre 1994 contro lo Skonto (2-0). Realizza inoltre il suo primo gol in carriera, in occasione di Milan-Napoli (1-1) dell'8 gennaio 1995.

##### Parma
Sebbene nell'estate 1995 dichiari di voler rimanere al Napoli, viene ceduto per 13 miliardi di lire al Parma; l'operazione viene compiuta per sanare la situazione finanziaria del club partenopeo. Esordisce con i ducali il 14 settembre 1995, nella gara di Coppa UEFA contro il Teuta vinta 2-0, mentre l'esordio in campionato avviene il 17 dello stesso mese nella sconfitta esterna contro la Sampdoria (3-0); realizza il primo gol con la maglia gialloblù nella partita contro la Cremonese (2-0).
Nella stagione seguente il nuovo allenatore degli emiliani, Carlo Ancelotti, continua a puntare su Cannavaro che insieme al nuovo acquisto Lilian Thuram e alla promessa Gigi Buffon, formeranno negli anni a venire una delle retroguardie più forti del campionato. A fine annata i gialloblu chiuderanno al secondo posto in campionato, alle spalle della Juventus, raggiungendo la loro prima, storica qualificazione in UEFA Champions League. Nell'annata seguente, pur non positiva per il Parma sul piano dei risultati, Cannavaro fa il suo eserdio nella massima competizione europea il 13 agosto 1997, nella gara di andata del turno preliminare contro il Widzew Łódź vinta 1-3.

Cannavaro in maglia parmense nella stagione 2000-2001

Per la stagione 1998-1999 viene ingaggiato il tecnico Alberto Malesani e da quest'annata il palmarès di Cannavaro comincia ad arricchirsi; infatti gli emiliani concquistano, il 5 maggio 1999, la Coppa Italia nel doppio confronto ai danni della Fiorentina, grazie alla regola dei gol in trasferta e, sette giorni dopo, la Coppa UEFA battendo l'Olympique Marsiglia per 3-0.
L'annata seguente si apre con la vittoria della Supercoppa italiana contro il Milan per 1-2. Tuttavia questa sarà l'unica gioia stagionale per Cannavaro, coi parmensi fuori dalla lotta nelle restanti competizioni; in Coppa UEFA in particolare, il difensore realizza un autogol nel retour match degli ottavi di finale contro i tedeschi del Werder Brema, che sancisce l'eliminazione della squadra italiana. Nel corso della stagione Cannavaro segna comunque la sua prima rete nelle coppe europee con i gialloblù, nella gara di andata del secondo turno di Coppa UEFA contro gli svedesi del Helsingborg, vinta per 1-0. Inoltre, nella partita del 6 gennaio 2000 contro l'Udinese indossa per la prima volta la fascia di capitano.
La stagione 2000-2001 si rivela anch'essa al di sotto delle aspettative, coi ducali che non si inseriscono mai nella corsa-scudetto; il difensore scende in campo nella doppia finale di Coppa Italia, nuovamente contro la Fiorentina, ma stavolta i gialloblù vengono vengono battuti dai viola. Nonostante nel corso dell'estate riceve diverse offerte, Cannavaro viene nominato capitano dei gialloblù per la stagione 2001-2002. Sarà la sua ultima annata in Emilia e, nell'ultima gara di campionato contro il Venezia, al momento della sostituzione riceve una standing ovation da parte dei tifosi ducali. Si congeda dalla squadra vincendo, per la seconda volta in carriera, la Coppa Italia battendo la Juventus neocampione d'Italia in finale.

##### Inter
Congedatosi dal Parma, nell'estate 2002 il difensore è conteso da entrambe le milanesi. A spuntarla è l'Inter, che si assicura le sue prestazioni per 23 milioni di euro. In nerazzurro ha un avvio difficile, poiché l'allenatore Héctor Cúper lo schiera spesso come terzino destro. Al debutto in Champions League con la nuova squadra viene anche espulso, segnando poi un gol nella partita successiva. Conquistato il posto da titolare, contribuisce al raggiungimento della seconda piazza in campionato. In nerazzurro ottiene il suo miglior risultato in Europa, con l'Inter che approda alle semifinali della massima competizione continentale: a eliminarla è il Milan, dopo due pareggi.

Cannavaro (in secondo piano) all'Inter nel precampionato 2002-2003, in marcatura sul romanista Antonio Cassano

Nell'autunno 2003, Cúper viene esonerato a favore di Alberto Zaccheroni che impiega il difensore campano nel modulo 3-4-3. Alcuni problemi fisici impediscono a Cannavaro di scendere in campo con continuità, ma il giocatore realizza comunque 2 reti. Successivamente, lo stesso Cannavaro definisce il biennio interista come il periodo più sofferto della propria carriera, pur ammettendo di essersi trovato bene nello spogliatoio.

##### Juventus
Il 30 agosto 2004 Cannavaro, in rotta con la dirigenza interista, viene ingaggiato dalla Juventus di Fabio Capello, nell'ambito di uno scambio con il portiere Fabián Carini.
Esordisce con la maglia bianconera il successivo 12 settembre, scendendo in campo da titolare nella prima partita di campionato vinta per 0-3 contro il Brescia. Il 5 marzo 2005, in Roma-Juventus (1-2) valido per la 27ª giornata, sblocca il risultato con un colpo di testa e realizza così il suo primo gol con la maglia bianconera. Quella vittoria permette alla Juventus di agguantare il Milan in testa alla classifica. Un mese più tardi, il 5 aprile, realizza, sempre di testa, il gol del definitivo 2-1 in Liverpool-Juventus, quarto di finale di andata della Champions League 2004-2005. La rete del difensore partenopeo alimenta le speranze bianconere di vittoria per la partita di ritorno a Torino. Tuttavia, il 13 aprile seguente, la Juventus non va oltre lo 0-0 contro gli inglesi, venendo dunque eliminata dalla manifestazione. In quella stagione, Cannavaro si impone ad alti livelli e contribuisce a riportare lo scudetto sulle maglie del club piemontese, poi successivamente revocato per la vicenda Calciopoli.
Apre la stagione 2005-2006, la seconda a Torino, perdendo la Supercoppa italiana contro l'Inter. Realizza il primo gol della nuova stagione il 21 dicembre 2005, nella partita casalinga contro il Siena, sbloccando il risultato nella vittoria per 2-0 che regala alla Juventus il titolo simbolico di campione d'inverno. Il 22 gennaio 2006 realizza la sua prima doppietta in carriera contro l'Empoli, partita vinta 2-1 in rimonta dalla Juventus. Nel prosieguo di stagione si conferma sui livelli espressi l'anno precedente, contribuendo alla vittoria del secondo scudetto consecutivo della Juventus, poi revocato ai bianconeri e assegnato ai rivali nerazzurri. Dopo lo scandalo Calciopoli nel quale viene coinvolta la Juventus, declassata d'ufficio, Cannavaro decide di lasciare i bianconeri non accettando di giocare in Serie B.

##### Real Madrid

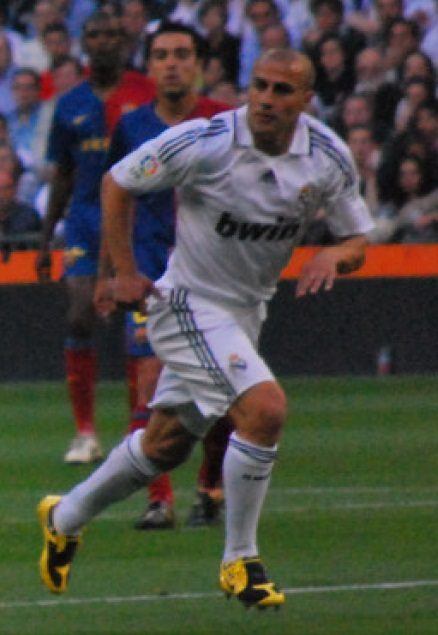
Cannavaro al Real Madrid durante il Clásico del 2 maggio 2009.

Il 19 luglio 2006, a seguito delle vicende giudiziarie che coinvolgono la Juventus relegandola nel campionato di Serie B, Cannavaro lascia la squadra torinese ed è acquistato dal Real Madrid del neo-allenatore Fabio Capello per 7 milioni di euro. A Madrid Cannavaro ritrova il compagno di squadra alla Juve Emerson e sceglie di indossare la maglia numero 5 lasciata libera da Zinédine Zidane.
Il 27 agosto esordisce con i Blancos giocando dal primo minuto la prima partita di campionato, pareggiata a reti inviolate contro il Villarreal. Il 27 novembre viene premiato con il Pallone d'oro, diventando il quinto italiano a vincere il trofeo individuale (dopo Gianni Rivera, Paolo Rossi, Roberto Baggio e Omar Sívori) e il terzo nel ruolo di difensore (succedendo a Franz Beckenbauer e Matthias Sammer). Cannavaro precede nella scelta del giocatore dell'anno l'ex compagno di squadra Gianluigi Buffon e il francese Thierry Henry e dedica alla città di Napoli l'assegnazione del premio. Il 18 dicembre, inoltre, riceve anche il FIFA World Player, secondo italiano, dopo Roberto Baggio, ad aggiudicarsi questo riconoscimento.
Con la squadra di Madrid vince due campionati di Primera División consecutivi, nel 2006-2007 e nel 2007-2008, pur giocando tre stagioni complessivamente al di sotto delle aspettative. Il 24 maggio 2009 disputa la sua ultima partita in campionato con la maglia del Real, contro il Maiorca al Bernabéu; il difensore partenopeo esce dal campo al 55', acclamato da tutti i tifosi madrileni.

##### Ritorno alla Juventus
Il 19 maggio 2009, Cannavaro, in scadenza di contratto con il Real Madrid, ritorna alla Juventus. Allenato da Ciro Ferrara, suo ex compagno di squadra, il 23 agosto fa il suo secondo esordio con la maglia bianconera giocando dal primo minuto la prima partita di campionato vinta 1-0 contro il Chievo. Il 29 agosto 2009 risulta positivo a un test antidoping a causa dell'assunzione di un farmaco a base di cortisone, mentre si allena a Vinovo, necessario per prevenire uno shock anafilattico dovuto alla puntura di una vespa: il caso burocratico, venuto a galla il 7 ottobre, si chiude con l'archiviazione da parte della procura antidoping del CONI dopo che il capo procuratore, Ettore Torri, conferma la versione del giocatore e della società torinese, la quale fa già presente la positività prima del controllo.
Nonostante il confortante inizio (quattro vittorie consecutive in campionato), la stagione si rivela molto deludente per la Juventus e per lo stesso Cannavaro. I bianconeri, pur avvicendando Ferrara al più esperto Alberto Zaccheroni, concludono il campionato al settimo posto, mentre in UEFA Champions League vengono eliminati nella fase a gironi. La Juventus, retrocessa in Europa League, qui viene eliminata agli ottavi di finale dal Fulham. Sempre criticato dai tifosi, che non gli perdonano di aver lasciato la Juventus dopo le vicende di Calciopoli, Cannavaro colleziona prestazioni negative tanto che, sul finire della stagione, la società decide di non rinnovargli il contratto, lasciandolo svincolato.

##### Al-Ahli
Il 2 giugno 2010 firma per l'Al-Ahli, squadra di Dubai, di cui diviene anche capitano. Dopo 16 presenze e 2 gol, il 9 luglio 2011, all'età di 37 anni e a cinque anni esatti dalla vittoria della Coppa del Mondo con la nazionale italiana, annuncia il proprio ritiro dal calcio giocato a causa di alcuni problemi al ginocchio; contestualmente, e in accordo coi proprietari della società emiratina, decide di ricoprire per i successivi tre anni i ruoli di ambasciatore e consulente strategico del club.
Il 14 gennaio 2012, a sei mesi dal ritiro, annuncia il proprio ritorno nel mondo del calcio per partecipare al progetto della neonata Premier League indiana, tra le file del Bengal Tuskers; tuttavia tale campionato non ha mai inizio.

#### Nazionale

##### Nazionali giovanili e olimpica

Cannavaro in azione con la nazionale under 21 nel 1995.

Ha giocato per due anni con la nazionale under 21, guidata dal commissario tecnico Cesare Maldini, con la quale ha vinto due campionati d'Europa di categoria consecutivi, nel 1994 e nel 1996.
Con la nazionale olimpica, sempre allenata da Maldini, ha partecipato al torneo di Atlanta 1996, dove l'Italia viene eliminata al primo turno.

##### Nazionale maggiore
Viene convocato per la prima volta in nazionale da Arrigo Sacchi, per la partita amichevole contro il Galles del 24 gennaio 1996, nella quale non viene impiegato. Esordisce il 22 gennaio 1997, all'età di 23 anni, entrando in campo al posto di Costacurta nel secondo tempo della partita amichevole Italia-Irlanda del Nord (2-0), disputata a Palermo. Il selezionatore, ancora Maldini, lo impiega subito con continuità e lo convoca per il campionato del mondo 1998 in Francia. Nella prima partita del torneo, pareggiata contro il Cile (2-2), Cannavaro soffre in quanto sovrastato da Salas che è autore di una doppietta. Migliora notevolmente il proprio rendimento nelle partite successive e contro la Francia, ai quarti di finale, è il migliore in campo dell'Italia nonostante una ferita allo zigomo causata da una gomitata proditoria di Guivarc'h a inizio ripresa.

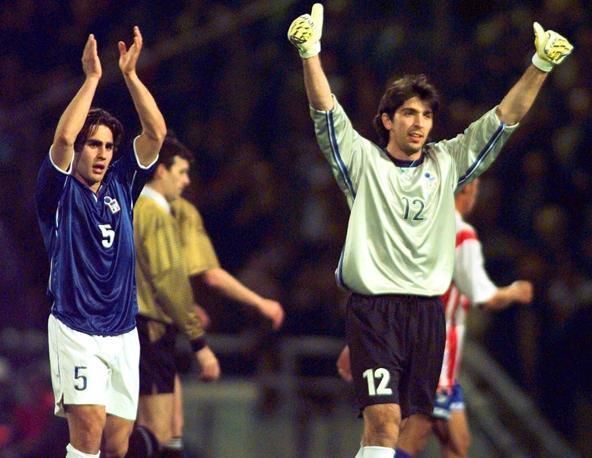
Cannavaro (a sinistra) e Gianluigi Buffon nel 1998, mentre festeggiano la vittoria dell' nell'amichevole di Parma contro il.

Due anni più tardi è convocato dal successore di Maldini sulla panchina azzurra, Dino Zoff, per il campionato d'Europa 2000 in Belgio e Paesi Bassi. Alla fine del torneo, chiuso dall'Italia al secondo posto, viene inserito dalla commissione tecnica dell'UEFA nella lista dei migliori giocatori dell'edizione.
Con il CT Giovanni Trapattoni partecipa al campionato del mondo 2002 in Giappone e Corea del Sud, nel quale si conferma ad alti livelli, ma è costretto a saltare l'ottavo di finale contro la Corea del Sud, perso dall'Italia al golden goal, a causa della squalifica rimediata nella fase a gironi. Dopo l'abbandono di Paolo Maldini, Cannavaro eredita la fascia di capitano e guida la nazionale al campionato d'Europa 2004 in Portogallo dove l'Italia viene eliminata nella fase a gironi; Cannavaro disputa solo le prime due gare del torneo, in quanto salta per squalifica la terza partita, vinta inutilmente contro la Bulgaria.
Nell'estate del 2006, pur coinvolto indirettamente nella vicenda dei presunti falsi in bilancio della Juventus e per questo a rischio di perdere la fascia di capitano, Cannavaro è ugualmente confermato dal commissario tecnico Marcello Lippi nei 23 convocati per il campionato del mondo 2006 in Germania. Nel corso del torneo raggiunge i suoi massimi livelli di prestazione e guida una difesa capace di subire appena due gol in sette partite. Nella finale disputata all'Olympiastadion di Berlino, a 32 anni, il difensore partenopeo si laurea campione del mondo grazie alla vittoria dell'Italia sulla Francia ai tiri di rigore. In quell'occasione, oltre ad avere l'onore di alzare la coppa al cielo, tocca quota 100 presenze in maglia azzurra (terzo giocatore a riuscirci dopo Zoff e Maldini).
Le sue ottime prestazioni per tutto l'arco del torneo gli valgono inoltre prima il Pallone d'argento Adidas, onorificenza attribuita dalla FIFA al secondo miglior giocatore della manifestazione, e qualche mese dopo il Pallone d'oro e il FIFA World Player.

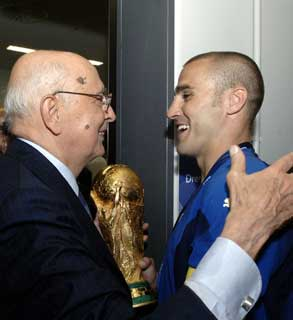
Cannavaro (a destra), capitano della nazionale, insieme al presidente della Repubblica Italiana, Giorgio Napolitano, dopo la vittoria azzurra al.

Dopo la vittoria del mondiale di Germania, è protagonista delle qualificazioni europee con il nuovo selezionatore Roberto Donadoni, che poi lo convoca per il campionato d'Europa 2008 in Austria e Svizzera. Il 2 giugno 2008, durante il primo allenamento in Austria, il difensore si infortuna, però, ai legamenti della caviglia sinistra in uno scontro con Chiellini ed è costretto a saltare l'imminente manifestazione; il suo posto viene preso da Alessandro Gamberini. Cannavaro rimane comunque al fianco dei suoi compagni per tutto il torneo, che per l'Italia si conclude ai quarti di finale.
Con il ritorno di Lippi sulla panchina azzurra, Cannavaro partecipa alla Confederations Cup 2009 in Sudafrica. Dopo aver saltato la gara inaugurale vinta contro gli Stati Uniti, il difensore torna a disposizione per le successive due partite, perse rispettivamente contro Egitto e Brasile, che condannano l'Italia all'eliminazione al primo turno.

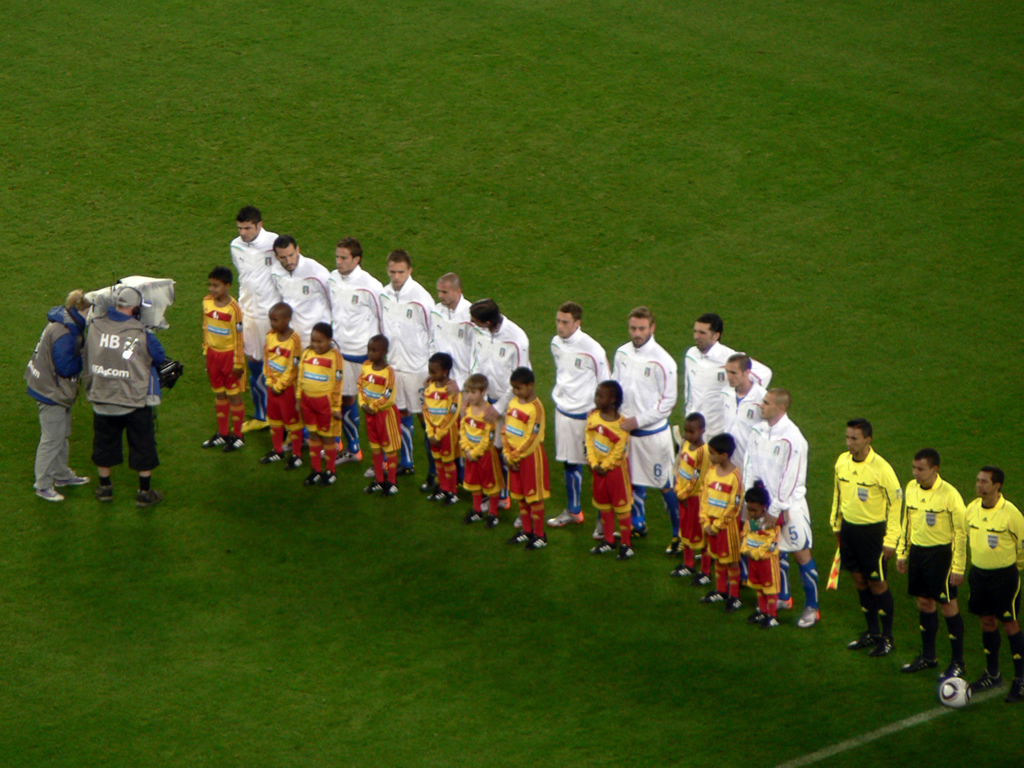
Cannavaro (primo da destra) all'esordio al contro il

Il 12 agosto 2009, nell'amichevole contro la Svizzera (0-0) disputata al St. Jakob-Park di Basilea, Cannavaro stabilisce a quota 127 partite il record di presenze con la maglia della nazionale azzurra, superando Paolo Maldini, fermo a 126.
L'anno seguente, all'età di 36 anni, viene convocato per il campionato del mondo 2010 in Sudafrica. Nel corso del torneo, Cannavaro non ripete le prestazioni del precedente mondiale e la squadra, con giocatori logori e priva di grandi talenti, viene eliminata al primo turno dopo i pareggi contro Paraguay e Nuova Zelanda e la sconfitta contro la Slovacchia nell'ultima partita del girone. Contro gli slovacchi, il difensore partenopeo gioca la sua ultima partita con la maglia azzurra e fissa il record di presenze a 136; tale primato sarà poi superato da Gianluigi Buffon nel 2013.

### Allenatore

#### Gli esordi
Tra il 2012 e il 2013 consegue la qualifica da allenatore e da direttore sportivo a Coverciano.
L'8 luglio 2013 viene nominato vice allenatore del nuovo tecnico Cosmin Olăroiu all'Al-Ahli. A fine stagione, la squadra vincerà il campionato.
Al termine della stagione lascia il suo incarico di vice allenatore del club.

#### Guangzhou Evergrande
Il 5 novembre 2014 diventa allenatore del Guangzhou Evergrande, su richiesta di Marcello Lippi passato nel ruolo di direttore tecnico del club. Il 4 giugno 2015, con la squadra al primo posto in campionato e ai quarti di AFC Champions, viene esonerato e sostituito da Luiz Felipe Scolari. In totale su 23 partite ne ha vinte 11, pareggiate 7 e perse 5.

#### Al-Nassr

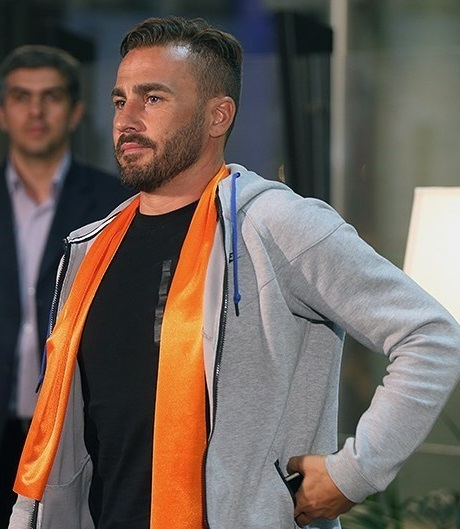
Cannavaro nel 2015

Il 26 ottobre dello stesso anno viene ingaggiato dai sauditi dell'Al-Nassr, fresco campione in carica, con cui firma un contratto di otto mesi fino a fine stagione. Il 12 febbraio 2016 viene esonerato. Lascia il club al sesto posto con 22 punti e con 18 punti di distacco dalla capolista Al-Hilal.

#### Tianjin Quanjian
Il 9 giugno seguente viene nominato come nuovo allenatore del Tianjin Quanjian, club militante nella seconda divisione cinese, al posto dell'esonerato Vanderlei Luxemburgo. Viene eliminato ai quarti di finale della Coppa di Cina dal Shanghai Shenhua. A fine stagione, la squadra centra la prima storica promozione in Chinese Super League, coronando un'incredibile rimonta iniziata proprio con l'arrivo del tecnico italiano (al momento del suo ingaggio, la squadra è dodicesima in classifica con soli 16 punti raccolti). L'anno seguente, viene eliminato al quinto turno della Coppa di Cina dallo Shanghai SIPG e termina il campionato al terzo posto, qualificandosi alla Champions League asiatica. Il 6 novembre 2017, risolve consensualmente il proprio contratto con il club.

#### Ritorno al Guangzhou Evergrande

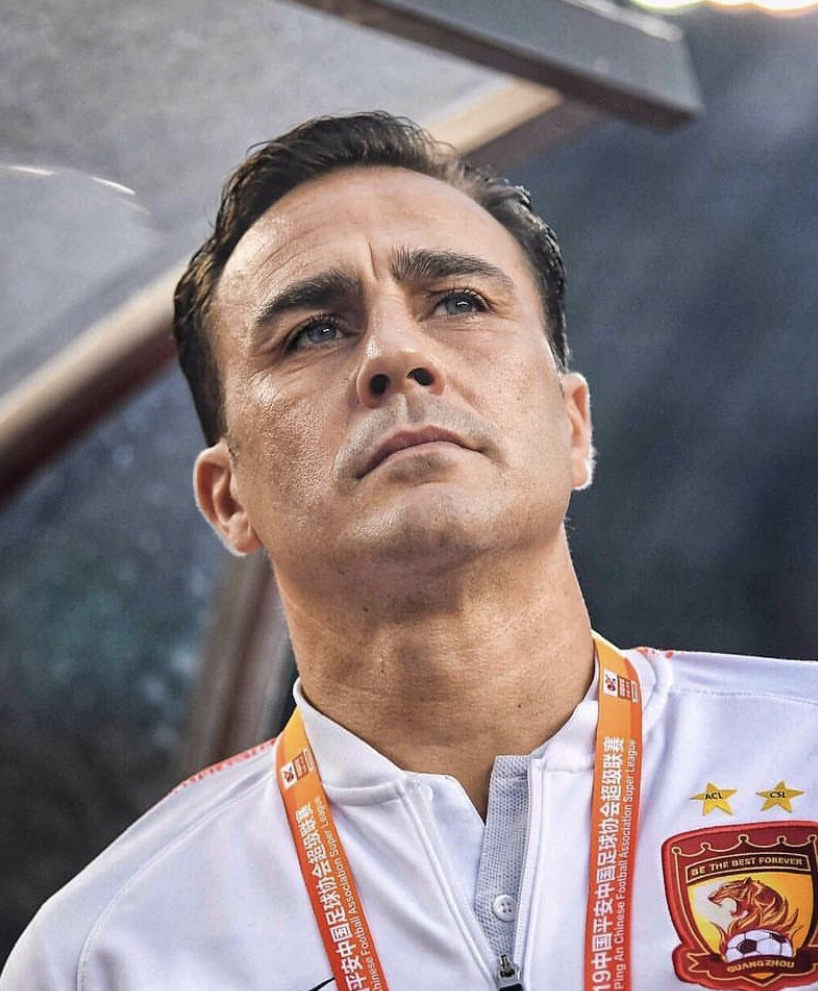
Cannavaro allenatore del nel 2019

Il 9 novembre successivo, ritorna alla guida del Guangzhou Evergrande, in sostituzione del dimissionario Luiz Felipe Scolari. A febbraio vince la Supercoppa di Cina 2018 contro lo Shanghai Shenhua. In campionato arriva secondo a 5 punti dallo Shanghai Haigang, in Coppa di Cina non arriva alle fasi finali, mentre in Champions viene eliminato agli ottavi proprio dal Tianjin Quanjian.
Il 1º dicembre 2019 vince il suo primo campionato cinese alla guida del Guangzhou Evergrande e nella stessa stagione arriva fino alla semifinale di Champions venendo eliminato dall'Urawa Red Diamonds e ai quarti della coppa nazionale.
Il 12 novembre 2020 perde la finale di campionato contro lo Jiangsu Suning.
La stagione successiva termina la prima fase al secondo posto, ma nel settembre 2021, anche in virtù dei problemi economici della proprietà del club, risolve consensualmente il contratto con la società.

#### Nazionale cinese
Il 7 marzo 2019 viene nominato commissario tecnico ad interim della Cina fino alle qualificazioni per il campionato del mondo 2022, mantenendo il suo ruolo al Guangzhou Evergrande. Sostituisce Marcello Lippi, dimessosi dall'incarico qualche mese prima e nominato direttore tecnico della nazionale. Esordisce nell'amichevole persa per 1-0 contro la Thailandia. Il 28 aprile annuncia a sua volta le dimissioni, chiudendo la sua esperienza con 2 sconfitte.

#### Benevento
Il 21 settembre 2022 viene nominato nuovo tecnico del Benevento, in Serie B, in sostituzione dell'esonerato Fabio Caserta, assumendo la guida della squadra che si trova a metà classifica, con 7 punti. Il 23 ottobre, dopo 2 pareggi e 2 sconfitte nelle prime 4 partite, presenta le dimissioni, che vengono respinte dal club. La prima vittoria arriva alla settima partita dopo altri 2 pareggi, il 12 novembre contro la SPAL (1-2) allenata dall'altro campione del mondo Daniele De Rossi. Il 4 febbraio 2023, subito dopo la sconfitta casalinga contro il Venezia per 2-1 (la terza consecutiva, la quarta nelle ultime 6 gare) e con la squadra al penultimo posto in classifica con 23 punti, viene esonerato insieme al direttore sportivo Pasquale Foggia, avendo raccolto 16 punti in 17 partite (media di 0,94 a gara, peggiore di quella del suo predecessore Caserta, pari a 1,17).

#### Udinese

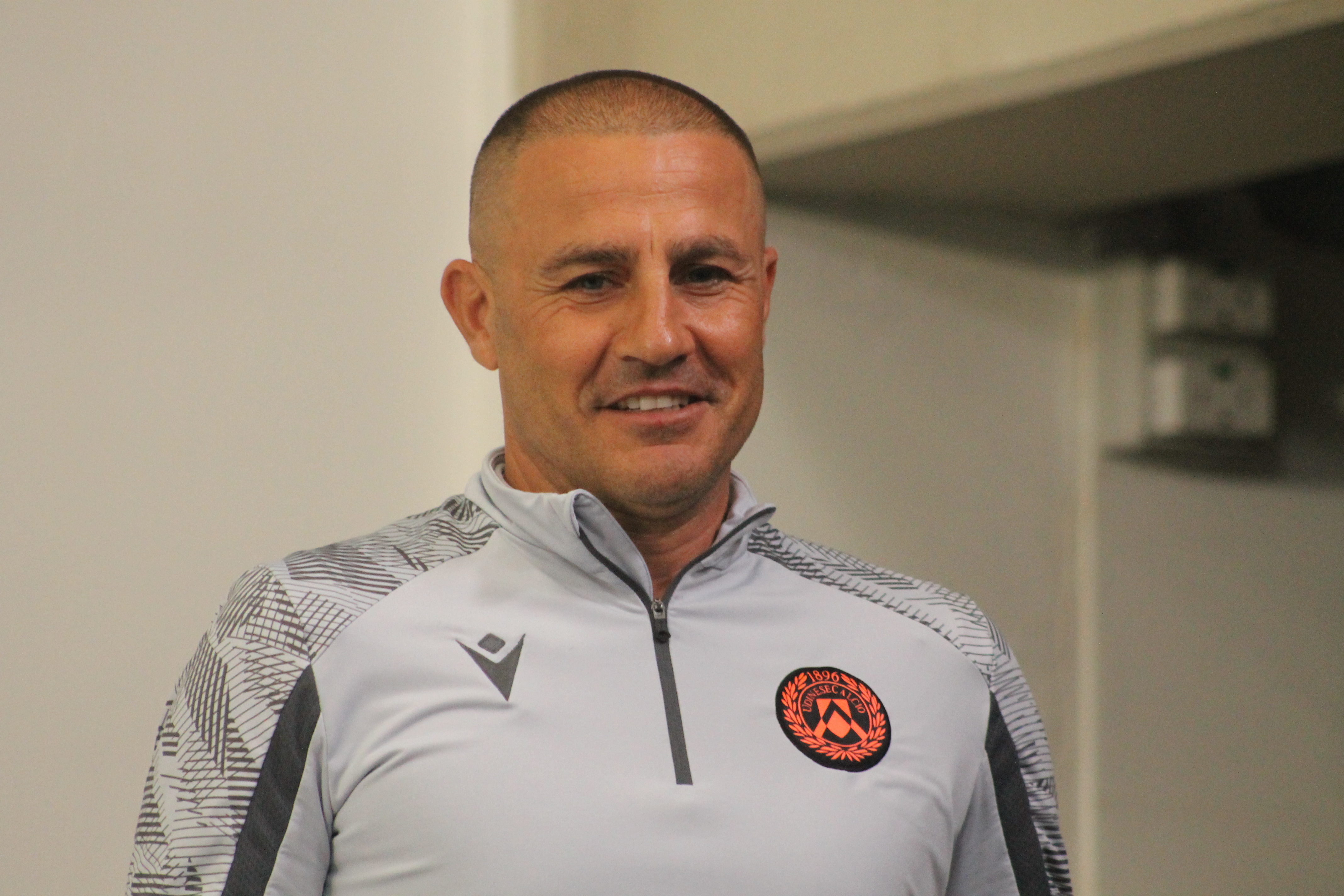
Cannavaro alla guida dell' nel 2024

Il 22 aprile 2024 viene ufficializzato come nuovo tecnico dell'Udinese, in quel momento quartultima in Serie A, subentrando all'esonerato Gabriele Cioffi. Esordisce sulla panchina dei friuliani tre giorni dopo, nella prosecuzione della gara interna contro la Roma del precedente 15 aprile (sospesa sull'1-1 dopo il malore occorso al giallorosso Evan N'Dicka), con una sconfitta per 1-2; quindi ottiene la sua prima vittoria il successivo 13 maggio, contro il Lecce (0-2). Riesce a centrare la salvezza all'ultima giornata, battendo il Frosinone nello scontro diretto (0-1) e terminando il campionato al quindicesimo posto. Ciononostante, l'8 giugno 2024 l'Udinese comunica che Cannavaro non verrà confermato per la stagione seguente.

#### Dinamo Zagabria
Il 29 dicembre 2024 viene nominato nuovo allenatore della Dinamo Zagabria, in quel momento terza in classifica nella massima serie croata, a sei punti dalla vetta. Debutta il 22 gennaio 2025 perdendo la sfida di Champions League contro l’Arsenal per 3-0 mentre in campionato esordisce con una vittoria contro l'Istria 1961 per 3-1. La prima vittoria in Champions invece arriva il 29 gennaio contro il Milan per 2-1 ma non permette di accedere ai successivi spareggi per via della differenza reti. Il 9 aprile 2025, in seguito alla sconfitta in campionato per mano dell'Istria 1961 (3-0) e con la squadra terza e distante otto punti dalla vetta, viene esonerato, chiudendo così la sua esperienza croata dopo 14 partite ufficiali (7 vittorie, 2 pareggi e 5 sconfitte).

## Statistiche

### Presenze e reti nei club
| Stagione           | Squadra            | Campionato         | Campionato | Campionato | Coppe nazionali | Coppe nazionali | Coppe nazionali | Coppe continentali | Coppe continentali | Coppe continentali | Altre coppe | Altre coppe | Altre coppe | Totale | Totale |
| Stagione           | Squadra            | Comp               | Pres       | Reti       | Comp            | Pres            | Reti            | Comp               | Pres               | Reti               | Comp        | Pres        | Reti        | Pres   | Reti   |
| ------------------ | ------------------ | ------------------ | ---------- | ---------- | --------------- | --------------- | --------------- | ------------------ | ------------------ | ------------------ | ----------- | ----------- | ----------- | ------ | ------ |
| 1992-1993          | Napoli             | A                  | 2          | 0          | CI              | 1               | 0               | -                  | -                  | -                  | -           | -           | -           | 3      | 0      |
| 1993-1994          | Napoli             | A                  | 27         | 0          | CI              | 2               | 0               | -                  | -                  | -                  | -           | -           | -           | 29     | 0      |
| 1994-1995          | Napoli             | A                  | 29         | 1          | CI              | 4               | 0               | CU                 | 3                  | 0                  | -           | -           | -           | 36     | 1      |
| Totale Napoli      | Totale Napoli      | Totale Napoli      | 58         | 1          |                 | 7               | 0               |                    | 3                  | 0                  |             | -           | -           | 68     | 1      |
| 1995-1996          | Parma              | A                  | 29         | 1          | CI              | 0               | 0               | CdC                | 6                  | 0                  | SI          | 1           | 0           | 36     | 1      |
| 1996-1997          | Parma              | A                  | 27         | 0          | CI              | 1               | 0               | CU                 | 2                  | 0                  | -           | -           | -           | 30     | 0      |
| 1997-1998          | Parma              | A                  | 31         | 0          | CI              | 6               | 0               | UCL                | 7                  | 0                  | -           | -           | -           | 44     | 0      |
| 1998-1999          | Parma              | A                  | 30         | 1          | CI              | 7               | 0               | CU                 | 8                  | 0                  | -           | -           | -           | 45     | 1      |
| 1999-2000          | Parma              | A                  | 31+1       | 2+0        | CI              | 3               | 0               | UCL+CU             | 1+8                | 0+1                | SI          | 1           | 0           | 45     | 3      |
| 2000-2001          | Parma              | A                  | 33         | 0          | CI              | 7               | 0               | CU                 | 6                  | 0                  | -           | -           | -           | 46     | 0      |
| 2001-2002          | Parma              | A                  | 31         | 0          | CI              | 5               | 0               | UCL+CU             | 2+7                | 0                  | -           | -           | -           | 45     | 0      |
| Totale Parma       | Totale Parma       | Totale Parma       | 212+1      | 4          |                 | 29              | 0               |                    | 47                 | 1                  |             | 2           | 0           | 291    | 5      |
| 2002-2003          | Inter              | A                  | 28         | 0          | CI              | 0               | 0               | UCL                | 12                 | 1                  | -           | -           | -           | 40     | 1      |
| 2003-2004          | Inter              | A                  | 22         | 2          | CI              | 3               | 0               | UCL                | 9                  | 0                  | -           | -           | -           | 34     | 2      |
| Totale Inter       | Totale Inter       | Totale Inter       | 50         | 2          |                 | 3               | 0               |                    | 21                 | 1                  |             | -           | -           | 74     | 3      |
| 2004-2005          | Juventus           | A                  | 38         | 2          | CI              | 0               | 0               | UCL                | 9                  | 1                  | -           | -           | -           | 47     | 3      |
| 2005-2006          | Juventus           | A                  | 36         | 4          | CI              | 2               | 0               | UCL                | 9                  | 0                  | SI          | 1           | 0           | 48     | 4      |
| 2006-2007          | Real Madrid        | PD                 | 32         | 0          | CR              | 1               | 0               | UCL                | 6                  | 0                  | -           | -           | -           | 39     | 0      |
| 2007-2008          | Real Madrid        | PD                 | 33         | 0          | CR              | 1               | 0               | UCL                | 6                  | 0                  | SS          | 2           | 1           | 42     | 1      |
| 2008-2009          | Real Madrid        | PD                 | 29         | 0          | CR              | 1               | 0               | UCL                | 7                  | 0                  | -           | -           | -           | 37     | 0      |
| Totale Real Madrid | Totale Real Madrid | Totale Real Madrid | 94         | 0          |                 | 3               | 0               |                    | 19                 | 0                  |             | 2           | 1           | 118    | 1      |
| 2009-2010          | Juventus           | A                  | 27         | 0          | CI              | 1               | 0               | UCL+UEL            | 3+2                | 0                  | -           | -           | -           | 33     | 0      |
| Totale Juventus    | Totale Juventus    | Totale Juventus    | 101        | 6          |                 | 3               | 0               |                    | 23                 | 1                  |             | 1           | 0           | 128    | 7      |
| 2010-2011          | Shabab Al-Ahli     | AL                 | 16         | 2          | CEA             | 0               | 0               | -                  | -                  | -                  | -           | -           | -           | 16     | 2      |
| Totale carriera    | Totale carriera    | Totale carriera    | 531+1      | 15         |                 | 45              | 0               |                    | 113                | 3                  |             | 5           | 1           | 695    | 19     |

### Cronologia presenze e reti in nazionale
Con 136 presenze in nazionale, di cui 79 da capitano, Fabio Cannavaro è secondo come numero di presenze nella storia della nazionale italiana, alle spalle di Gianluigi Buffon.
Secondo questi dati risulta al 2020:
- 2º per numero di presenze.
- 2º per numero di presenze da capitano.

| Cronologia completa delle presenze e delle reti in nazionale ― Italia | Cronologia completa delle presenze e delle reti in nazionale ― Italia | Cronologia completa delle presenze e delle reti in nazionale ― Italia | Cronologia completa delle presenze e delle reti in nazionale ― Italia | Cronologia completa delle presenze e delle reti in nazionale ― Italia | Cronologia completa delle presenze e delle reti in nazionale ― Italia | Cronologia completa delle presenze e delle reti in nazionale ― Italia | Cronologia completa delle presenze e delle reti in nazionale ― Italia |
| Data                                                                  | Città                                                                 | In casa                                                               | Risultato                                                             | Ospiti                                                                | Competizione                                                          | Reti                                                                  | Note                                                                  |
| --------------------------------------------------------------------- | --------------------------------------------------------------------- | --------------------------------------------------------------------- | --------------------------------------------------------------------- | --------------------------------------------------------------------- | --------------------------------------------------------------------- | --------------------------------------------------------------------- | --------------------------------------------------------------------- |
| 22-1-1997                                                             | Palermo                                                               | Italia                                                                | 2 – 0                                                                 | Irlanda del Nord                                                      | Amichevole                                                            | -                                                                     | 72’                                                                   |
| 12-2-1997                                                             | Londra                                                                | Inghilterra                                                           | 0 – 1                                                                 | Italia                                                                | Qual. Mondiali 1998                                                   | -                                                                     |                                                                       |
| 29-3-1997                                                             | Trieste                                                               | Italia                                                                | 3 – 0                                                                 | Moldavia                                                              | Qual. Mondiali 1998                                                   | -                                                                     | 33’                                                                   |
| 2-4-1997                                                              | Chorzów                                                               | Polonia                                                               | 0 – 0                                                                 | Italia                                                                | Qual. Mondiali 1998                                                   | -                                                                     |                                                                       |
| 30-4-1997                                                             | Napoli                                                                | Italia                                                                | 3 – 0                                                                 | Polonia                                                               | Qual. Mondiali 1998                                                   | -                                                                     |                                                                       |
| 4-6-1997                                                              | Nantes                                                                | Italia                                                                | 0 – 2                                                                 | Inghilterra                                                           | Torneo di Francia                                                     | -                                                                     | 57’                                                                   |
| 8-6-1997                                                              | Lione                                                                 | Italia                                                                | 3 – 3                                                                 | Brasile                                                               | Torneo di Francia                                                     | -                                                                     |                                                                       |
| 11-6-1997                                                             | Parigi                                                                | Italia                                                                | 2 – 2                                                                 | Francia                                                               | Torneo di Francia                                                     | -                                                                     | 40’                                                                   |
| 10-9-1997                                                             | Tbilisi                                                               | Georgia                                                               | 0 – 0                                                                 | Italia                                                                | Qual. Mondiali 1998                                                   | -                                                                     | 84’                                                                   |
| 11-10-1997                                                            | Roma                                                                  | Italia                                                                | 0 – 0                                                                 | Inghilterra                                                           | Qual. Mondiali 1998                                                   | -                                                                     |                                                                       |
| 29-10-1997                                                            | Mosca                                                                 | Russia                                                                | 1 – 1                                                                 | Italia                                                                | Qual. Mondiali 1998                                                   | -                                                                     |                                                                       |
| 15-11-1997                                                            | Napoli                                                                | Italia                                                                | 1 – 0                                                                 | Russia                                                                | Qual. Mondiali 1998                                                   | -                                                                     |                                                                       |
| 22-4-1998                                                             | Parma                                                                 | Italia                                                                | 3 – 1                                                                 | Paraguay                                                              | Amichevole                                                            | -                                                                     |                                                                       |
| 2-6-1998                                                              | Göteborg                                                              | Svezia                                                                | 1 – 0                                                                 | Italia                                                                | Amichevole                                                            | -                                                                     |                                                                       |
| 11-6-1998                                                             | Bordeaux                                                              | Italia                                                                | 2 – 2                                                                 | Cile                                                                  | Mondiali 1998 - 1º turno                                              | -                                                                     | 31’                                                                   |
| 17-6-1998                                                             | Montpellier                                                           | Italia                                                                | 3 – 0                                                                 | Camerun                                                               | Mondiali 1998 - 1º turno                                              | -                                                                     |                                                                       |
| 23-6-1998                                                             | Saint-Denis                                                           | Italia                                                                | 2 – 1                                                                 | Austria                                                               | Mondiali 1998 - 1º turno                                              | -                                                                     |                                                                       |
| 27-6-1998                                                             | Marsiglia                                                             | Italia                                                                | 1 – 0                                                                 | Norvegia                                                              | Mondiali 1998 - Ottavi di finale                                      | -                                                                     |                                                                       |
| 3-7-1998                                                              | Parigi                                                                | Italia                                                                | 0 – 0 dts (3 - 4 dtr)                                                 | Francia                                                               | Mondiali 1998 - Quarti di finale                                      | -                                                                     |                                                                       |
| 5-9-1998                                                              | Liverpool                                                             | Galles                                                                | 0 – 2                                                                 | Italia                                                                | Qual. Euro 2000                                                       | -                                                                     |                                                                       |
| 10-10-1998                                                            | Udine                                                                 | Italia                                                                | 2 – 0                                                                 | Svizzera                                                              | Qual. Euro 2000                                                       | -                                                                     |                                                                       |
| 18-11-1998                                                            | Salerno                                                               | Italia                                                                | 2 – 2                                                                 | Spagna                                                                | Amichevole                                                            | -                                                                     |                                                                       |
| 16-12-1998                                                            | Roma                                                                  | Italia                                                                | 6 – 2                                                                 | World Stars                                                           | Amichevole                                                            | -                                                                     | 46’                                                                   |
| 10-2-1999                                                             | Pisa                                                                  | Italia                                                                | 0 – 0                                                                 | Norvegia                                                              | Amichevole                                                            | -                                                                     |                                                                       |
| 27-3-1999                                                             | Copenaghen                                                            | Danimarca                                                             | 1 – 2                                                                 | Italia                                                                | Qual. Euro 2000                                                       | -                                                                     |                                                                       |
| 31-3-1999                                                             | Ancona                                                                | Italia                                                                | 1 – 1                                                                 | Bielorussia                                                           | Qual. Euro 2000                                                       | -                                                                     |                                                                       |
| 5-6-1999                                                              | Bologna                                                               | Italia                                                                | 4 – 0                                                                 | Galles                                                                | Qual. Euro 2000                                                       | -                                                                     |                                                                       |
| 9-6-1999                                                              | Losanna                                                               | Svizzera                                                              | 0 – 0                                                                 | Italia                                                                | Qual. Euro 2000                                                       | -                                                                     |                                                                       |
| 8-9-1999                                                              | Napoli                                                                | Italia                                                                | 2 – 3                                                                 | Danimarca                                                             | Qual. Euro 2000                                                       | -                                                                     |                                                                       |
| 9-10-1999                                                             | Minsk                                                                 | Bielorussia                                                           | 0 – 0                                                                 | Italia                                                                | Qual. Euro 2000                                                       | -                                                                     |                                                                       |
| 13-11-1999                                                            | Lecce                                                                 | Italia                                                                | 1 – 3                                                                 | Belgio                                                                | Amichevole                                                            | -                                                                     |                                                                       |
| 23-2-2000                                                             | Palermo                                                               | Italia                                                                | 1 – 0                                                                 | Svezia                                                                | Amichevole                                                            | -                                                                     |                                                                       |
| 29-3-2000                                                             | Barcellona                                                            | Spagna                                                                | 2 – 0                                                                 | Italia                                                                | Amichevole                                                            | -                                                                     |                                                                       |
| 26-4-2000                                                             | Reggio Calabria                                                       | Italia                                                                | 2 – 0                                                                 | Portogallo                                                            | Amichevole                                                            | -                                                                     |                                                                       |
| 3-6-2000                                                              | Oslo                                                                  | Norvegia                                                              | 1 – 0                                                                 | Italia                                                                | Amichevole                                                            | -                                                                     | 77’                                                                   |
| 11-6-2000                                                             | Arnhem                                                                | Turchia                                                               | 1 – 2                                                                 | Italia                                                                | Euro 2000 - 1º turno                                                  | -                                                                     |                                                                       |
| 14-6-2000                                                             | Bruxelles                                                             | Italia                                                                | 2 – 0                                                                 | Belgio                                                                | Euro 2000 - 1º turno                                                  | -                                                                     |                                                                       |
| 19-6-2000                                                             | Eindhoven                                                             | Italia                                                                | 2 – 1                                                                 | Svezia                                                                | Euro 2000 - 1º turno                                                  | -                                                                     | 46’                                                                   |
| 24-6-2000                                                             | Bruxelles                                                             | Italia                                                                | 2 – 0                                                                 | Romania                                                               | Euro 2000 - Quarti di finale                                          | -                                                                     |                                                                       |
| 29-6-2000                                                             | Amsterdam                                                             | Italia                                                                | 0 – 0 dts (3-1 dtr)                                                   | Paesi Bassi                                                           | Euro 2000 - Semifinale                                                | -                                                                     |                                                                       |
| 2-7-2000                                                              | Rotterdam                                                             | Francia                                                               | 2 – 1 gg                                                              | Italia                                                                | Euro 2000 - Finale                                                    | -                                                                     | 42’                                                                   |
| 3-9-2000                                                              | Budapest                                                              | Ungheria                                                              | 2 – 2                                                                 | Italia                                                                | Qual. Mondiali 2002                                                   | -                                                                     |                                                                       |
| 7-10-2000                                                             | Milano                                                                | Italia                                                                | 3 – 0                                                                 | Romania                                                               | Qual. Mondiali 2002                                                   | -                                                                     |                                                                       |
| 11-10-2000                                                            | Ancona                                                                | Italia                                                                | 2 – 0                                                                 | Georgia                                                               | Qual. Mondiali 2002                                                   | -                                                                     |                                                                       |
| 15-11-2000                                                            | Torino                                                                | Italia                                                                | 1 – 0                                                                 | Inghilterra                                                           | Amichevole                                                            | -                                                                     | 74’                                                                   |
| 28-2-2001                                                             | Roma                                                                  | Italia                                                                | 1 – 2                                                                 | Argentina                                                             | Amichevole                                                            | -                                                                     |                                                                       |
| 24-3-2001                                                             | Bucarest                                                              | Romania                                                               | 0 – 2                                                                 | Italia                                                                | Qual. Mondiali 2002                                                   | -                                                                     |                                                                       |
| 28-3-2001                                                             | Trieste                                                               | Italia                                                                | 4 – 0                                                                 | Lituania                                                              | Qual. Mondiali 2002                                                   | -                                                                     |                                                                       |
| 25-4-2001                                                             | Perugia                                                               | Italia                                                                | 1 – 0                                                                 | Sudafrica                                                             | Amichevole                                                            | -                                                                     |                                                                       |
| 2-6-2001                                                              | Tbilisi                                                               | Georgia                                                               | 1 – 2                                                                 | Italia                                                                | Qual. Mondiali 2002                                                   | -                                                                     |                                                                       |
| 1-9-2001                                                              | Kaunas                                                                | Lituania                                                              | 0 – 0                                                                 | Italia                                                                | Qual. Mondiali 2002                                                   | -                                                                     | 65’                                                                   |
| 5-9-2001                                                              | Piacenza                                                              | Italia                                                                | 1 – 0                                                                 | Marocco                                                               | Amichevole                                                            | -                                                                     | Cap. 50’                                                              |
| 6-10-2001                                                             | Parma                                                                 | Italia                                                                | 1 – 0                                                                 | Ungheria                                                              | Qual. Mondiali 2002                                                   | -                                                                     |                                                                       |
| 7-11-2001                                                             | Saitama                                                               | Giappone                                                              | 1 – 1                                                                 | Italia                                                                | Amichevole                                                            | -                                                                     | Cap.                                                                  |
| 13-2-2002                                                             | Catania                                                               | Italia                                                                | 1 – 0                                                                 | Stati Uniti                                                           | Amichevole                                                            | -                                                                     | Cap. 37’                                                              |
| 27-3-2002                                                             | Leeds                                                                 | Inghilterra                                                           | 1 – 2                                                                 | Italia                                                                | Amichevole                                                            | -                                                                     | Cap.                                                                  |
| 17-4-2002                                                             | Milano                                                                | Italia                                                                | 1 – 1                                                                 | Uruguay                                                               | Amichevole                                                            | -                                                                     | Cap. 76’                                                              |
| 18-5-2002                                                             | Praga                                                                 | Rep. Ceca                                                             | 1 – 0                                                                 | Italia                                                                | Amichevole                                                            | -                                                                     | 46’                                                                   |
| 3-6-2002                                                              | Sapporo                                                               | Italia                                                                | 2 – 0                                                                 | Ecuador                                                               | Mondiali 2002 - 1º turno                                              | -                                                                     | 81’                                                                   |
| 8-6-2002                                                              | Kashima                                                               | Italia                                                                | 1 – 2                                                                 | Croazia                                                               | Mondiali 2002 - 1º turno                                              | -                                                                     |                                                                       |
| 13-6-2002                                                             | Ōita                                                                  | Italia                                                                | 1 – 1                                                                 | Messico                                                               | Mondiali 2002 - 1º turno                                              | -                                                                     | 5’                                                                    |
| 21-8-2002                                                             | Trieste                                                               | Italia                                                                | 0 – 1                                                                 | Slovenia                                                              | Amichevole                                                            | -                                                                     | Cap. 46’                                                              |
| 7-9-2002                                                              | Baku                                                                  | Azerbaigian                                                           | 0 – 2                                                                 | Italia                                                                | Qual. Euro 2004                                                       | -                                                                     | Cap. 61’                                                              |
| 12-10-2002                                                            | Napoli                                                                | Italia                                                                | 1 – 1                                                                 | Serbia e Montenegro                                                   | Qual. Euro 2004                                                       | -                                                                     | Cap.                                                                  |
| 16-10-2002                                                            | Cardiff                                                               | Galles                                                                | 2 – 1                                                                 | Italia                                                                | Qual. Euro 2004                                                       | -                                                                     | Cap.                                                                  |
| 20-11-2002                                                            | Pescara                                                               | Italia                                                                | 1 – 1                                                                 | Turchia                                                               | Amichevole                                                            | -                                                                     | Cap. 65’                                                              |
| 12-2-2003                                                             | Genova                                                                | Italia                                                                | 1 – 0                                                                 | Portogallo                                                            | Amichevole                                                            | -                                                                     | Cap. 76’                                                              |
| 29-3-2003                                                             | Palermo                                                               | Italia                                                                | 2 – 0                                                                 | Finlandia                                                             | Qual. Euro 2004                                                       | -                                                                     | Cap.                                                                  |
| 3-6-2003                                                              | Campobasso                                                            | Italia                                                                | 2 – 0                                                                 | Irlanda del Nord                                                      | Amichevole                                                            | -                                                                     | Cap. 46’                                                              |
| 11-6-2003                                                             | Helsinki                                                              | Finlandia                                                             | 0 – 2                                                                 | Italia                                                                | Qual. Euro 2004                                                       | -                                                                     | Cap. 90’                                                              |
| 20-8-2003                                                             | Stoccarda                                                             | Germania                                                              | 0 – 1                                                                 | Italia                                                                | Amichevole                                                            | -                                                                     | Cap.                                                                  |
| 6-9-2003                                                              | Milano                                                                | Italia                                                                | 4 – 0                                                                 | Galles                                                                | Qual. Euro 2004                                                       | -                                                                     | Cap.                                                                  |
| 10-9-2003                                                             | Belgrado                                                              | Serbia e Montenegro                                                   | 1 – 1                                                                 | Italia                                                                | Qual. Euro 2004                                                       | -                                                                     | Cap.                                                                  |
| 11-10-2003                                                            | Reggio Calabria                                                       | Italia                                                                | 4 – 0                                                                 | Azerbaigian                                                           | Qual. Euro 2004                                                       | -                                                                     | Cap.                                                                  |
| 12-11-2003                                                            | Varsavia                                                              | Polonia                                                               | 3 – 1                                                                 | Italia                                                                | Amichevole                                                            | -                                                                     | Cap. 46’                                                              |
| 16-11-2003                                                            | Ancona                                                                | Italia                                                                | 1 – 0                                                                 | Romania                                                               | Amichevole                                                            | -                                                                     | Cap. 55’                                                              |
| 28-4-2004                                                             | Genova                                                                | Italia                                                                | 1 – 1                                                                 | Spagna                                                                | Amichevole                                                            | -                                                                     | Cap. 46’                                                              |
| 30-5-2004                                                             | Tunisi                                                                | Tunisia                                                               | 0 – 4                                                                 | Italia                                                                | Amichevole                                                            | 1                                                                     | Cap. 46’                                                              |
| 14-6-2004                                                             | Guimarães                                                             | Danimarca                                                             | 0 – 0                                                                 | Italia                                                                | Euro 2004 - 1º turno                                                  | -                                                                     | Cap. 61’                                                              |
| 18-6-2004                                                             | Oporto                                                                | Italia                                                                | 1 – 1                                                                 | Svezia                                                                | Euro 2004 - 1º turno                                                  | -                                                                     | Cap. 46’                                                              |
| 9-10-2004                                                             | Celje                                                                 | Slovenia                                                              | 1 – 0                                                                 | Italia                                                                | Qual. Mondiali 2006                                                   | -                                                                     | Cap.                                                                  |
| 13-10-2004                                                            | Parma                                                                 | Italia                                                                | 4 – 3                                                                 | Bielorussia                                                           | Qual. Mondiali 2006                                                   | -                                                                     | 68’                                                                   |
| 9-2-2005                                                              | Cagliari                                                              | Italia                                                                | 2 – 0                                                                 | Russia                                                                | Amichevole                                                            | -                                                                     | Cap.                                                                  |
| 26-3-2005                                                             | Milano                                                                | Italia                                                                | 2 – 0                                                                 | Scozia                                                                | Qual. Mondiali 2006                                                   | -                                                                     | Cap. 19’                                                              |
| 4-6-2005                                                              | Oslo                                                                  | Norvegia                                                              | 0 – 0                                                                 | Italia                                                                | Qual. Mondiali 2006                                                   | -                                                                     | Cap.                                                                  |
| 17-8-2005                                                             | Dublino                                                               | Irlanda                                                               | 1 – 2                                                                 | Italia                                                                | Amichevole                                                            | -                                                                     | Cap. 64’                                                              |
| 3-9-2005                                                              | Glasgow                                                               | Scozia                                                                | 1 – 1                                                                 | Italia                                                                | Qual. Mondiali 2006                                                   | -                                                                     | Cap.                                                                  |
| 7-9-2005                                                              | Minsk                                                                 | Bielorussia                                                           | 1 – 4                                                                 | Italia                                                                | Qual. Mondiali 2006                                                   | -                                                                     | Cap.                                                                  |
| 8-10-2005                                                             | Palermo                                                               | Italia                                                                | 1 – 0                                                                 | Slovenia                                                              | Qual. Mondiali 2006                                                   | -                                                                     | Cap.                                                                  |
| 12-11-2005                                                            | Amsterdam                                                             | Paesi Bassi                                                           | 1 – 3                                                                 | Italia                                                                | Amichevole                                                            | -                                                                     | Cap.                                                                  |
| 1-3-2006                                                              | Firenze                                                               | Italia                                                                | 4 – 1                                                                 | Germania                                                              | Amichevole                                                            | -                                                                     | Cap.                                                                  |
| 31-5-2006                                                             | Ginevra                                                               | Svizzera                                                              | 1 – 1                                                                 | Italia                                                                | Amichevole                                                            | -                                                                     | Cap.                                                                  |
| 2-6-2006                                                              | Losanna                                                               | Italia                                                                | 0 – 0                                                                 | Ucraina                                                               | Amichevole                                                            | -                                                                     | Cap. 75’                                                              |
| 12-6-2006                                                             | Hannover                                                              | Italia                                                                | 2 – 0                                                                 | Ghana                                                                 | Mondiali 2006 - 1º turno                                              | -                                                                     | Cap.                                                                  |
| 17-6-2006                                                             | Kaiserslautern                                                        | Italia                                                                | 1 – 1                                                                 | Stati Uniti                                                           | Mondiali 2006 - 1º turno                                              | -                                                                     | Cap.                                                                  |
| 22-6-2006                                                             | Amburgo                                                               | Rep. Ceca                                                             | 0 – 2                                                                 | Italia                                                                | Mondiali 2006 - 1º turno                                              | -                                                                     | Cap.                                                                  |
| 26-6-2006                                                             | Kaiserslautern                                                        | Italia                                                                | 1 – 0                                                                 | Australia                                                             | Mondiali 2006 - Ottavi di finale                                      | -                                                                     | Cap.                                                                  |
| 30-6-2006                                                             | Amburgo                                                               | Italia                                                                | 3 – 0                                                                 | Ucraina                                                               | Mondiali 2006 - Quarti di finale                                      | -                                                                     | Cap.                                                                  |
| 4-7-2006                                                              | Dortmund                                                              | Germania                                                              | 0 – 2 dts                                                             | Italia                                                                | Mondiali 2006 - Semifinale                                            | -                                                                     | Cap.                                                                  |
| 9-7-2006                                                              | Berlino                                                               | Italia                                                                | 1 – 1 dts (5 - 3 dtr)                                                 | Francia                                                               | Mondiali 2006 - Finale                                                | -                                                                     | Cap.                                                                  |
| 2-9-2006                                                              | Napoli                                                                | Italia                                                                | 1 – 1                                                                 | Lituania                                                              | Qual. Euro 2008                                                       | -                                                                     | Cap.                                                                  |
| 6-9-2006                                                              | Saint-Denis                                                           | Francia                                                               | 3 – 1                                                                 | Italia                                                                | Qual. Euro 2008                                                       | -                                                                     | Cap. 29’                                                              |
| 7-10-2006                                                             | Roma                                                                  | Italia                                                                | 2 – 0                                                                 | Ucraina                                                               | Qual. Euro 2008                                                       | -                                                                     | Cap.                                                                  |
| 11-10-2006                                                            | Tbilisi                                                               | Georgia                                                               | 1 – 3                                                                 | Italia                                                                | Qual. Euro 2008                                                       | -                                                                     | Cap. 74’                                                              |
| 15-11-2006                                                            | Bergamo                                                               | Italia                                                                | 1 – 1                                                                 | Turchia                                                               | Amichevole                                                            | -                                                                     | Cap. 46’                                                              |
| 28-3-2007                                                             | Bari                                                                  | Italia                                                                | 2 – 0                                                                 | Scozia                                                                | Qual. Euro 2008                                                       | -                                                                     | Cap.                                                                  |
| 2-6-2007                                                              | Tórshavn                                                              | Fær Øer                                                               | 1 – 2                                                                 | Italia                                                                | Qual. Euro 2008                                                       | -                                                                     | Cap.                                                                  |
| 6-6-2007                                                              | Kaunas                                                                | Lituania                                                              | 0 – 2                                                                 | Italia                                                                | Qual. Euro 2008                                                       | -                                                                     | Cap.                                                                  |
| 22-8-2007                                                             | Budapest                                                              | Ungheria                                                              | 3 – 1                                                                 | Italia                                                                | Amichevole                                                            | -                                                                     | Cap.                                                                  |
| 8-9-2007                                                              | Milano                                                                | Italia                                                                | 0 – 0                                                                 | Francia                                                               | Qual. Euro 2008                                                       | -                                                                     | Cap.                                                                  |
| 12-9-2007                                                             | Kiev                                                                  | Ucraina                                                               | 1 – 2                                                                 | Italia                                                                | Qual. Euro 2008                                                       | -                                                                     | Cap. 28’                                                              |
| 17-11-2007                                                            | Glasgow                                                               | Scozia                                                                | 1 – 2                                                                 | Italia                                                                | Qual. Euro 2008                                                       | -                                                                     | Cap.                                                                  |
| 21-11-2007                                                            | Modena                                                                | Italia                                                                | 3 – 1                                                                 | Fær Øer                                                               | Qual. Euro 2008                                                       | -                                                                     | Cap. 53’                                                              |
| 6-2-2008                                                              | Zurigo                                                                | Italia                                                                | 3 – 1                                                                 | Portogallo                                                            | Amichevole                                                            | 1                                                                     | Cap.                                                                  |
| 26-3-2008                                                             | Elche                                                                 | Spagna                                                                | 1 – 0                                                                 | Italia                                                                | Amichevole                                                            | -                                                                     | Cap.                                                                  |
| 30-5-2008                                                             | Firenze                                                               | Italia                                                                | 3 – 1                                                                 | Belgio                                                                | Amichevole                                                            | -                                                                     | Cap. 46’                                                              |
| 6-9-2008                                                              | Larnaca                                                               | Cipro                                                                 | 1 – 2                                                                 | Italia                                                                | Qual. Mondiali 2010                                                   | -                                                                     | Cap.                                                                  |
| 10-9-2008                                                             | Udine                                                                 | Italia                                                                | 2 – 0                                                                 | Georgia                                                               | Qual. Mondiali 2010                                                   | -                                                                     | Cap.                                                                  |
| 11-10-2008                                                            | Sofia                                                                 | Bulgaria                                                              | 0 – 0                                                                 | Italia                                                                | Qual. Mondiali 2010                                                   | -                                                                     | Cap.                                                                  |
| 15-10-2008                                                            | Lecce                                                                 | Italia                                                                | 2 – 1                                                                 | Montenegro                                                            | Qual. Mondiali 2010                                                   | -                                                                     | Cap.                                                                  |
| 19-11-2008                                                            | Atene                                                                 | Grecia                                                                | 1 – 1                                                                 | Italia                                                                | Amichevole                                                            | -                                                                     | Cap. 61’                                                              |
| 10-2-2009                                                             | Londra                                                                | Brasile                                                               | 2 – 0                                                                 | Italia                                                                | Amichevole                                                            | -                                                                     | Cap.                                                                  |
| 28-3-2009                                                             | Podgorica                                                             | Montenegro                                                            | 0 – 2                                                                 | Italia                                                                | Qual. Mondiali 2010                                                   | -                                                                     | Cap. 18’                                                              |
| 1-4-2009                                                              | Bari                                                                  | Italia                                                                | 1 – 1                                                                 | Irlanda                                                               | Qual. Mondiali 2010                                                   | -                                                                     | Cap.                                                                  |
| 18-6-2009                                                             | Johannesburg                                                          | Egitto                                                                | 1 – 0                                                                 | Italia                                                                | Conf. Cup 2009 - 1º turno                                             | -                                                                     | Cap.                                                                  |
| 21-6-2009                                                             | Pretoria                                                              | Italia                                                                | 0 – 3                                                                 | Brasile                                                               | Conf. Cup 2009 - 1º turno                                             | -                                                                     | Cap.                                                                  |
| 12-8-2009                                                             | Basilea                                                               | Svizzera                                                              | 0 – 0                                                                 | Italia                                                                | Amichevole                                                            | -                                                                     | Cap.                                                                  |
| 5-9-2009                                                              | Tbilisi                                                               | Georgia                                                               | 0 – 2                                                                 | Italia                                                                | Qual. Mondiali 2010                                                   | -                                                                     | Cap.                                                                  |
| 9-9-2009                                                              | Torino                                                                | Italia                                                                | 2 – 0                                                                 | Bulgaria                                                              | Qual. Mondiali 2010                                                   | -                                                                     | Cap. 74’                                                              |
| 14-10-2009                                                            | Parma                                                                 | Italia                                                                | 3 – 2                                                                 | Cipro                                                                 | Qual. Mondiali 2010                                                   | -                                                                     | Cap.                                                                  |
| 14-11-2009                                                            | Pescara                                                               | Italia                                                                | 0 – 0                                                                 | Paesi Bassi                                                           | Amichevole                                                            | -                                                                     | Cap.                                                                  |
| 3-3-2010                                                              | Monaco                                                                | Italia                                                                | 0 – 0                                                                 | Camerun                                                               | Amichevole                                                            | -                                                                     | Cap. 82’                                                              |
| 3-6-2010                                                              | Bruxelles                                                             | Italia                                                                | 1 – 2                                                                 | Messico                                                               | Amichevole                                                            | -                                                                     | Cap. 43’ 89’                                                          |
| 14-6-2010                                                             | Città del Capo                                                        | Italia                                                                | 1 – 1                                                                 | Paraguay                                                              | Mondiali 2010 - 1º turno                                              | -                                                                     | Cap.                                                                  |
| 20-6-2010                                                             | Nelspruit                                                             | Italia                                                                | 1 – 1                                                                 | Nuova Zelanda                                                         | Mondiali 2010 - 1º turno                                              | -                                                                     | Cap.                                                                  |
| 24-6-2010                                                             | Johannesburg                                                          | Slovacchia                                                            | 3 – 2                                                                 | Italia                                                                | Mondiali 2010 - 1º turno                                              | -                                                                     | Cap. 31’                                                              |
| Totale                                                                |                                                                       | Presenze (2º posto)                                                   | 136                                                                   |                                                                       | Reti                                                                  | 2                                                                     |                                                                       |

### Statistiche da allenatore

#### Club
Statistiche aggiornate al 9 aprile 2025. In grassetto le competizioni vinte.
| Stagione                | Squadra                 | Campionato              | Campionato | Campionato | Campionato | Campionato | Coppe nazionali | Coppe nazionali | Coppe nazionali | Coppe nazionali | Coppe nazionali | Coppe continentali | Coppe continentali | Coppe continentali | Coppe continentali | Coppe continentali | Altre coppe | Altre coppe | Altre coppe | Altre coppe | Altre coppe | Totale | Totale | Totale | Totale | % Vittorie | Piazzamento      |
| Stagione                | Squadra                 | Comp                    | G          | V          | N          | P          | Comp            | G               | V               | N               | P               | Comp               | G                  | V                  | N                  | P                  | Comp        | G           | V           | N           | P           | G      | V      | N      | P      | %          | Piazzamento      |
| ----------------------- | ----------------------- | ----------------------- | ---------- | ---------- | ---------- | ---------- | --------------- | --------------- | --------------- | --------------- | --------------- | ------------------ | ------------------ | ------------------ | ------------------ | ------------------ | ----------- | ----------- | ----------- | ----------- | ----------- | ------ | ------ | ------ | ------ | ---------- | ---------------- |
| 2015                    | Guangzhou E.            | CSL                     | 13         | 7          | 5          | 1          | CdC             | 1               | 0               | 0               | 1               | ACL                | 8                  | 4                  | 1                  | 3                  | SdC         | 1           | 0           | 1           | 0           | 23     | 11     | 7      | 5      | 47,83      | Eson.            |
| ott. 2015-2016          | Al-Nassr                | SPL                     | 12         | 4          | 5          | 3          | CdP             | 1               | 1               | 0               | 0               | ACL                | -                  | -                  | -                  | -                  | -           | -           | -           | -           | -           | 13     | 5      | 5      | 3      | 38,46      | Sub., 8°         |
| giu.-dic. 2016          | Tianjin Quanjian        | CLO                     | 18         | 14         | 1          | 3          | CdC             | 3               | 1               | 0               | 2               | -                  | -                  | -                  | -                  | -                  | -           | -           | -           | -           | -           | 21     | 15     | 1      | 5      | 71,43      | Sub., 1° (prom.) |
| 2017                    | Tianjin Quanjian        | CSL                     | 30         | 15         | 9          | 6          | CdC             | 4               | 3               | 0               | 1               | -                  | -                  | -                  | -                  | -                  | -           | -           | -           | -           | -           | 34     | 18     | 9      | 7      | 52,94      | 3°               |
| Totale Tianjin Quanjian | Totale Tianjin Quanjian | Totale Tianjin Quanjian | 48         | 29         | 10         | 9          |                 | 7               | 4               | 0               | 3               |                    | -                  | -                  | -                  | -                  |             | -           | -           | -           | -           | 55     | 33     | 10     | 12     | 60,00      |                  |
| 2018                    | Guangzhou E.            | CSL                     | 30         | 20         | 3          | 7          | CdC             | 2               | 1               | 1               | 0               | ACL                | 8                  | 3                  | 5                  | 0                  | SdC         | 1           | 1           | 0           | 0           | 41     | 25     | 9      | 7      | 60,98      | 2°               |
| 2019                    | Guangzhou E.            | CSL                     | 30         | 23         | 3          | 4          | CdC             | 3               | 2               | 0               | 1               | ACL                | 12                 | 4                  | 3                  | 5                  | -           | -           | -           | -           | -           | 45     | 29     | 6      | 10     | 64,44      | 1°               |
| 2020                    | Guangzhou E.            | CSL                     | 22         | 16         | 3          | 3          | CdC             | 2               | 1               | 0               | 1               | ACL                | 4                  | 1                  | 2                  | 1                  | -           | -           | -           | -           | -           | 28     | 18     | 5      | 5      | 64,29      | 2°               |
| 2021                    | Guangzhou E.            | CSL                     | 14         | 9          | 3          | 2          | CdC             | -               | -               | -               | -               | ACL                | 5                  | 0                  | 0                  | 5                  | -           | -           | -           | -           | -           | 19     | 9      | 3      | 7      | 47,37      | Risoluz.         |
| Totale Guangzhou E.     | Totale Guangzhou E.     | Totale Guangzhou E.     | 109        | 75         | 17         | 17         |                 | 8               | 4               | 1               | 3               |                    | 37                 | 12                 | 11                 | 14                 |             | 2           | 1           | 1           | 0           | 156    | 92     | 30     | 34     | 58,97      |                  |
| set. 2022-feb. 2023     | Benevento               | B                       | 17         | 3          | 7          | 7          | CI              | -               | -               | -               | -               | -                  | -                  | -                  | -                  | -                  | -           | -           | -           | -           | -           | 17     | 3      | 7      | 7      | 17,65      | Sub., Eson.      |
| apr.-giu. 2024          | Udinese                 | A                       | 6          | 2          | 3          | 1          | CI              | -               | -               | -               | -               | -                  | -                  | -                  | -                  | -                  | -           | -           | -           | -           | -           | 6      | 2      | 3      | 1      | 33,33      | Sub., 15°        |
| dic. 2024-apr. 2025     | Dinamo Zagabria         | HNL                     | 10         | 5          | 2          | 3          | HC              | 2               | 1               | 0               | 1               | UCL                | 2                  | 1                  | 0                  | 1                  | -           | -           | -           | -           | -           | 14     | 7      | 2      | 5      | 50,00      | Sub., Eson.      |
| Totale carriera         | Totale carriera         | Totale carriera         | 202        | 118        | 44         | 40         |                 | 18              | 10              | 1               | 7               |                    | 39                 | 13                 | 11                 | 15                 |             | 2           | 1           | 1           | 0           | 261    | 142    | 57     | 62     | 54,41      |                  |

#### Nazionale cinese
| Squadra | Naz             | dal          | al             | Record | Record | Record | Record     | Record | Record | Record | Record |
| G       | V               | N            | P              | GF     | GS     | DR     | % Vittorie |        |        |        |        |
| ------- | --------------- | ------------ | -------------- | ------ | ------ | ------ | ---------- | ------ | ------ | ------ | ------ |
| Cina    | Cina (bandiera) | 7 marzo 2019 | 24 aprile 2019 | 2      | 0      | 0      | 2          | 0      | 2      | −2     | &0,00  |

#### Nazionale cinese nel dettaglio
| 2019        | Cina        | China Cup 2019 | 4º          | 2 | 0 | 0 | 2 | &0,00 | 0 | 2 | -2 |
| Totale Cina | Totale Cina | Totale Cina    | Totale Cina | 2 | 0 | 0 | 2 | 0,00  | 0 | 2 | -2 |

#### Panchine da commissario tecnico della nazionale cinese
| Cronologia completa delle presenze e delle reti in nazionale ― Cina | Cronologia completa delle presenze e delle reti in nazionale ― Cina | Cronologia completa delle presenze e delle reti in nazionale ― Cina | Cronologia completa delle presenze e delle reti in nazionale ― Cina | Cronologia completa delle presenze e delle reti in nazionale ― Cina | Cronologia completa delle presenze e delle reti in nazionale ― Cina | Cronologia completa delle presenze e delle reti in nazionale ― Cina | Cronologia completa delle presenze e delle reti in nazionale ― Cina |
| Data                                                                | Città                                                               | In casa                                                             | Risultato                                                           | Ospiti                                                              | Competizione                                                        | Reti                                                                | Note                                                                |
| ------------------------------------------------------------------- | ------------------------------------------------------------------- | ------------------------------------------------------------------- | ------------------------------------------------------------------- | ------------------------------------------------------------------- | ------------------------------------------------------------------- | ------------------------------------------------------------------- | ------------------------------------------------------------------- |
| 21-3-2019                                                           | Dalian                                                              | Cina                                                                | 0 – 1                                                               | Thailandia                                                          | Cina Cup 2019 - Semifinale                                          | -                                                                   | Cap:X. Feng                                                         |
| 25-3-2019                                                           | Dalian                                                              | Cina                                                                | 0 – 1                                                               | Uzbekistan                                                          | Cina Cup 2019 - Finale 3º-4º posto                                  | -                                                                   | Cap:Z. Linpeng                                                      |
| Totale                                                              |                                                                     | Presenze                                                            | 2                                                                   |                                                                     | Reti                                                                | 0                                                                   |                                                                     |

## Palmarès

### Giocatore

#### Club

##### Competizioni nazionali
- Coppa Italia: 2

Parma: 1998-1999, 2001-2002
- Supercoppa italiana: 1

Parma: 1999
- Campionato italiano: 1 (revocato)

Juventus: 2004-2005
- Campionato spagnolo: 2

Real Madrid: 2006-2007, 2007-2008
- Supercoppa di Spagna: 1

Real Madrid: 2008

##### Competizioni internazionali
- Coppa UEFA: 1

Parma: 1998-1999

#### Nazionale
- Campionato d'Europa Under-21: 2

Francia 1994, Spagna 1996
- Campionato mondiale: 1

Germania 2006

#### Individuale
- Miglior giocatore del campionato europeo Under-21: 1

Spagna 1996
- Squadra del torneo del campionato europeo di calcio: 1

Belgio-Paesi Bassi 2000
- ESM Team of the Year: 1

2004-2005
- Oscar del calcio AIC: 4

Migliore difensore: 2005, 2006
Migliore italiano: 2006
Migliore assoluto: 2006
- Pallone d'argento del mondiale: 1

Germania 2006
- All-Star Team del mondiale: 1

Germania 2006
- Pallone d'oro: 1

2006
- FIFA World Player: 1

2006
- World Soccer's World Player of the Year: 1

2006
- Squadra dell'anno UEFA: 1

2006
- FIFPro World XI: 2

2006, 2007
- Inserito nella Hall of Fame del calcio italiano nella categoria Calciatore italiano (2014)
- Candidato al Dream Team del Pallone d'oro (2020)
- Gazzetta Sports Awards: 1

Categoria Premio speciale Leggenda: 2023
- Inserito tra le "Leggende del calcio" del Golden Foot

2024

### Allenatore
- China League One: 1

Tianjin Quanjian: 2016
- Supercoppa di Cina: 1

Guangzhou Evergrande: 2018
- Campionato cinese: 1

Guangzhou Evergrande: 2019

## Riconoscimenti
Il 18 dicembre 2023, una targa con il nome di Fabio Cannavaro è stata inserita nel percorso Le Leggende dello Sport Italiano - Walk of fame al parco olimpico del Foro Italico a Roma, riservato agli sportivi italiani che si sono distinti per i risultati ottenuti in campo internazionale.